# Blécourt
Blécourt é uma comuna francesa localizada no departamento de Norte e na região de Altos da França. Em 2010 a comuna tinha 311 habitantes (densidade: 86,9 hab./km²).